# Fabian Heinle
Fabian Heinle (* 14. Mai 1994 in Böblingen) ist ein ehemaliger deutscher Weitspringer. Er wurde 2015 U23-Europameister und 2018 Vizeeuropameister. Heinle stammt aus Musberg und startete für den VfB Stuttgart.

## Werdegang
Fabian Heinle wurde 2013 Deutscher U20-Hallenmeister im Freien und in der Halle sowie Fünfter bei den Deutschen Meisterschaften. Im Januar 2014 erlitt er einen doppelten Kreuzbandriss. Nach dem Auskurieren dieser schweren Verletzung wurde er bei den Deutschen Hallenmeisterschaften 2015 Dritter. Ende Mai 2015 übertraf er in Weinheim erstmals die 8-Meter-Marke. Eine Woche später gelang ihm am 6. Juni in Oberteuringen mit 8,25 m sein bisher weitester Sprung. Am 10. Juli 2015 wurde Heinle als erster Deutscher im Weitsprung U23-Europameister mit einer Weite von 8,14 m im fünften Versuch. Zwei Wochen später gewann er bei den Deutschen Meisterschaften in Nürnberg mit einer Weite von 8,03 m den Titel. Bei den Weltmeisterschaften 2015 in Peking verfehlte er als 14. mit 7,96 m um drei Zentimeter das Finale. Bei den Olympischen Spielen 2016 in Rio de Janeiro verfehlte er mit 7,79 m den Endkampf. Anschließend hatte er lange mit Verletzungsproblemen zu kämpfen.
Bei den Deutschen Meisterschaften 2018 in Nürnberg holte er mit 8,04 m zum zweiten Mal den Titel. Im gleichen Jahr gewann er bei den Europameisterschaften in Berlin mit 8,13 m die Silbermedaille.
Ende 2015 wechselte Heinle von der LAV Stadtwerke Tübingen zum VfB Stuttgart. Sein Trainer am Olympiastützpunkt Stuttgart war Dreisprung-Bundestrainer Tamas Kiss. 2023 beendete Heinle seine aktive Karriere.